# キャンディポップナイトメア
『キャンディポップナイトメア』 (CANDY POP NIGHTMARE) は、氷川へきるによる日本の漫画。『月刊ビッグガンガン』（スクウェア・エニックス）にて2011年Vol.02から2016年Vol.08まで連載。

## 概要
『ぱにぽに』、『新感覚癒し系魔法少女ベホイミちゃん』をはじめとする過去作品と世界観を共有させているが、本作ではそれらからある種の脱却を意図しており、過去作品からの登場キャラクターやその背景は、知っていれば本作をより一層楽しめるエッセンスにとどまり、それらを知らなくても本作単体で楽しむことができる。
物語の中軸に『ベホイミちゃん』で語られた世界観である「魔法少女対侵略者」の構図が組み込まれているが、やはり本作でも伝統的な魔法少女ものとはかけ離れた迷走を見せる。世界は「わからない」ことばかりだということをメインテーマとして、その「わからない」が少しずつ、時にシリアスに明らかにされていくものの、日常のギャグ展開ページはもちろん、物語の本筋でも氷川へきる特有の脱力した雰囲気が絶えず漂っている。現在休載中である『ベホイミちゃん』の登場キャラクターやその動向が各所でうかがえ、舞台は別ながらも、続編的な物語として楽しむ見方も可能となっている。

## 世界設定・用語
私立白姫学園
本作の舞台。『ぱにぽに』、『新感覚癒し系魔法少女ベホイミちゃん』の舞台である東京都大田区桃月（架空の地名）と近接する城南地区にある人工島「白姫ポートアイランド」に造られた私立学園。学園エリア一帯でひとつの学園都市を形成しており、巨大な橋とモノレールが主要交通手段となる。北エリアは観光地としてホテルや劇場、人気スイーツショップの集まる大型商業施設などが充実している。
UNKNOWN
「夢幻の心臓」と称される石の力によって、人の欲望が増幅させられ心が飲み込まれてしまい、魔物と化してしまった状態を指す。「夢幻の心臓」は細胞を急激に進化させる侵食遺伝子であり、大抵は半端な魔物モドキが作られるだけであるが、人の欲望が強ければ強いほど強い変化が起きるため危険性は非常に高く、ニャーさんはこれをして破壊神の卵と称している。神話や伝承に残されている「破壊神」の記述は、「夢幻の心臓」が強い力を発現させた最悪のパターンを意味しており、それらに言及した神話が複数存在するのは、何千何万とばらまかれたうちたった一つでも破壊神が生まれてしまう度にその当時の文明が滅んできたことを示している。
人間の欲望が強大化されるという性質上、いわゆる七つの大罪のうちいずれかの形をとりやすい傾向にある。また、自身の願望や理想を姿形に反映するため、例えば「正義感」が顕現されると、一般的に正義の象徴として認識される勇者や戦隊ヒーロー、魔法少女のような外見をとることになる。
侵略者（カオティック） 『新感覚癒し系魔法少女ベホイミちゃん』も参照のこと。
突如地球に現れた宇宙からの謎の侵略者達の通称。ロッパー、ゴーレムといったモンスタータイプから、アリスのような人造人間タイプなど、種類は様々だが、敵意と破壊目的を持って地球へやってきていることは大方共通している。白姫学園エリアの地下には超古代文明の宇宙船の残骸があり、多数のマジックアイテムやアーティファクトが持ち込まれると同時に、偶然に宇宙船の残骸が異世界とリンクしゲートとなってしまった結果、夢幻の心臓やUMA、モンスターといった敵が地球へやってきてしまった。
組織的に動いている様であっても個人の目的で動いている者もいれば、一見するとバラバラのようで実は繋がっている等、その目的や正体については謎が多い。近年になってその活動は活発になってきている。
アリス曰く、その在り方は「この世界の秩序を乱すもの」「この世界の全てと対立するもの」であり、行動原理は「世界が決めた善悪や法、道徳に一切縛られないもの」である。
魔法少女
本作の世界観では、地球が自己の免疫システムの一環として、地球の使い魔である精霊たちにより選ばれた少女達に、「火」、「水」、「土」、「風」のエネルギーを「守りの力」として与え、地球を蝕む敵と戦わせているが、その選ばれた少女たちのことを魔法少女と呼ぶ。
彼女達は「ハートキー（魔法の鍵）」と呼ばれるアイテムで変身するが、変身しない状態でも多少の力は行使が可能。みことによれば、魔法少女であれば力を失ったとしても魔法の残り香のようなものが発せられるため、互いが変身していない状態であっても判別が可能のようである。魔法少女同士がコンタクトをとることは基本的にないようであり、本作で明かされた魔法少女に起こる「侵食」や「力の喪失」などについての詳細は不明である。
魔法使い
魔法少女達を狙い、抹殺しようとする勢力。最も、その目的は彼女らを一方的に敵視・排除することではなく、地球が魔法少女に与えた「守りの力」が、人間に対して向けられ、人類の「敵」となることのないよう監視し、場合によって排除することである（地球を蝕む「敵」とは、有史以来地球を汚し壊し続けている人類のことでもあり、「守りの力」を与えられた魔法少女は、見方を変えれば人類の「敵」となりうる存在だからである）。

## 登場人物
※担当声優はドラマCD版のもの。

### メインキャラクター
姫川 真希奈（ひめかわ まきな）
声 - 田村ゆかり
元魔法少女の風紀委員。
八神アスカの転校初日にUNKNOWNと遭遇したのを切っ掛けにUNKNOWNとの戦いに関わる。
前髪をピンで分けた黒髪ストレートヘアにメガネという、いかにも風紀委員然としたクールな雰囲気を持つ容姿をしているが、内面は自意識過剰なところや、熱くなりやすく喧嘩っ早い一面などをひっくるめて少しアホと形容されている。私生活では漫画やアニメに没頭しており、休日は朝からアニメを観ているほか、たとえ話やモノの考え方にも多大な影響がみられる。また、かなりの大食漢で、折にふれては間食をしており、何かにつけてアスカに食事をおごらせる（他人におごるときもあるが、実はもっぱら自分が食べたいだけの場合がほとんどである）。ボリュームのあるスタイルをしており、並はずれた巨乳の持ち主であるため、健啖さと相まってよく女性キャラからは羨望や嫉妬、罵倒の対象となる。
アリスらカオティックとの街一つを消滅させるほどの戦闘の末、魔法少女として戦う意思を失う。それからの真希奈の姿をアリスは「死んだような目をしていた」と評している。UNKNOWNとの戦闘では、どこかで拾ったという怪しげな日本刀で戦う。刀捌きは素人だが、戦い慣れしていることと日本刀自体が呪われており強い力を持っているため、そこそこ戦えている。アリスの能力により正体を偽装した状態で戦闘に臨むが、その際は顔面のパーツが消え、制服の色も真っ黒へと変わる。その状態の姿は白姫学園新聞部により「切り裂きJK」と名付けられ、白姫界隈では有名な都市伝説となっている。魔法少女であった頃にアリスら侵略者を追跡するため、オカルト研究会（通称「UMAエンカウンターズ」）を設立したが、現在は全く別の部活動となっており、真希奈も活動に関わっていない。
自身はUNKNOWNに関わるつもりはなかったが、アリスが退屈だと駄々をこねる様に渋々ながら関与を承諾し、それからというもの急激に自分の理想とするゆる〜い日常からどんどんかけ離れていってしまっている現状に苦悩している。アリスが自分のことを「アリス」と名乗るようになったのは、魔法少女時代の真希奈がアリスのことを「不思議の国のアリス」に例えた言葉から取ったらしい。
実は魔法少女としての力を失ったわけではなく、自身の中に一定量をストックしており、そのため大怪我を負っても傷痕一つ残らない。力同様に、心の底には魔法少女としての熱い想いがいまだ漲っており、神代率いるメサイヤ軍団との決戦にて、再び「土」の魔法少女へと変身する。純白清廉な外見とは裏腹に、重力制御や慣性等の操作による強烈なデバフや、圧倒的な運動量とスタミナによる肉弾戦を主体とし、100人のメサイヤを瞬時に殲滅する程の力を持つ。当時の立ち振る舞いを思い出すと結構恥ずかしいらしい。
九重 アリス（ここのえ アリス）
声 - 斎藤千和
元宇宙からの侵略者。
金髪碧眼に頭頂部で結んだ大きなリボンと、花弁の様な瞳がトレードマーク。語尾に「だゆ」を付けて喋る、ゆるい性格のミステリアスな少女。アレルギー性鼻炎でいつも鼻水を垂らしている。
その正体は、宇宙からの侵略者が地球に送り込んだ戦闘用人造人間のうちの1体で、コードネームは「カオティックソルジャー ナンバーナイン」。彼女がいつも着ているジャージのファスナーには「IX」が刻印されている。侵略者側の想定以上に地球環境が汚染されていたために、アリスら人造人間達は地球に適応することができず、本来の力が充分発揮できない状態に陥り、もはや侵略どころじゃなくなった、と本人は語っているが、その状態でも、特殊空間の展開や自由自在な移動、圧倒的破壊力を持つ多様な攻撃手段を行使することが可能であり、UNKNOWNらを易々と瞬殺する戦闘能力を持っている。アリスの力を目の当たりにしたニャーさんは今なお脅威と感じている。
侵略者として活動する意思を失くしたあとは、転校生としてアスカよりも少し前に白姫学園に転入してきている。地球の文明・文化・風習に関しては無知であり、毎日が新しい発見や体験の学校生活を思う存分、超・自由奔放に満喫している。
「真希奈が魔法少女として暴走した際には殺し、真希奈の代わりに世界を救う」という約束の下、真希奈を友達として大切に思い、行動を共にしている。真希奈の周囲を嗅ぎまわる上原に対しては苛烈なまでに敵意を剥き出しにする。真希奈は敵対関係であった過去からか、周囲には友達ではないと主張しているが、なんだかんだ言いつつも世話を焼いてあげている様は、傍からはどうみても親友である。
八神 アスカ（やがみ アスカ）
声 - 江口拓也
主人公だが影が薄い。魔物狩りを生業とする一族の一員であり、行方不明となっている姉の消息を追って白姫学園に転校してきた。
転校初日に頭髪と所持品検査で風紀委員である真希奈に注意を受けたことに端を発し、真希奈・アリスと共にUNKNOWN事件を追うことになる。
切れ長の涼しい目つきと生まれつきの白髪が特徴であり傍目には格好いいと評されてはいるが、押しが弱く、立ち回り方が下手な性格のため、イジられポジションにいることが多い。体力は人並み以下であり、姉とは違い魔物を狩る一族としての能力にも恵まれておらず、自分が弱いことを自覚している。そのため毎回必死で戦っているが、その主人公らしからぬ様をしばしば真希奈からイジられている。UNKNOWNとの戦闘時には正体擬装用に狐のお面を装着し、対魔物用に改造されたリボルバー式拳銃を駆使しながら毎回悪戦苦闘しているが、戦闘補助のスキルが高い点を目にした上原からは、むしろヒーラー向きではないのか、と思われている。
転校初日のゴタゴタが尾を引き、転校デビューのタイミングを完全に逃してしまい、なかなか友達ができないことに悩んでいる。UNKNOWN・傲慢の事件の際には、唐突にモテ期が到来するも、結果的に「ヒロイン殺し」「呪われた転校生」「不幸を呼ぶ白髪」といった噂を呼んでしまい、さらに人と溝が出来てしまったり、姉・久遠にまつわるショックの果てのヤケ食いで激太りしたり、女性陣から事あるごとにイジられ罵倒されたりと、主人公らしからぬ散々な扱いを受けている。
ド派手に立ち回る真希奈とアリス影で、上原との共闘や魔法少女ミライとの接触など、UNKNOWN事件や魔法少女をめぐる各陣営に関わり続けている。

### 白姫学園2年2組
八神アスカ、姫川真希奈、九重アリスも2年2組に所属している。
一ノ瀬 一花（いちのせ いちか）
声 - 西明日香
良い奴。愛称「イッカ」。ポニーテールが特徴の快活な人柄で、変な奴とはだいたい友達。何かと説明役をかって出る。
転校初日のアスカともすぐに打ち解け、誰とでも仲が良いが、真希奈やさくらこにはスタイルへの嫉妬のあまり罵声を浴びせることもある。
趣味はレトロゲーム集めで、マニアックな趣味嗜好にも一定の理解があり、時に『ぱにぽに』の片桐姫子のような奇天烈な言動をみせることもある。
周囲の面々が濃すぎる為か、話が進むごとに没個性（いわゆる地味キャラ）になりがちということが強調されており、存在感の薄いアスカと共に苦悩している。
森ヶ崎 ひつじ（もりがさき ひつじ）
声 - 小岩井ことり
クラスのマスコット。本当に人間かと疑われるような小柄な体躯に、水色の髪とツインテールが特徴。
一見は大人しい人畜無害なキャラに見えるが、口を開くとユニーク極まりない発言が飛び出す上、凹んでいるアスカに追い打ちをかけるなど黒い部分も持ち合わせている。怖い話が苦手で、写真写りが悪いのが弱点。また、身長や胸を成長させるべくいろいろと頑張っている。
東雲 さくらこ（しののめ さくらこ）
声 - 松来未祐
癒し系のふわふわほわわん学級委員。かなりの天然。
いつも笑顔を絶やさないニコ目、牛の耳のように両側が少しはねた黒髪ロングヘア等の優しい雰囲気があふれた容姿と良妻賢母的な性格、加えて圧倒的な女子力の高さから校内では有名人であり、男子生徒からは幸せの象徴とされている。ものすごい巨乳の持ち主であり、時にサービスカット要員としてなんの脈絡もなく引っ張り出される。唐突に冗談か本当かわからないような嘘をつくこともあり、本人なりのギャグなのか天然なのかよくわからないところがある。
スイーツ食べ歩きが趣味であり、お菓子情報に敏感で、ときには授業を遅刻してまで人気スイーツを買ってくることもある。そのため食いしん坊の真希奈に特に慕われている。
ただでさえ個性の塊ともいえるキャラ立ちに加え、気分気ままにイメチェンした姿で登場するため、一花の地味キャラ化加速させ、苦悩させる原因となっている（さくらこ本人には天然故にその自覚が全く無い）。
宮下 麻世（みやした まよ）
声 - 今井麻美
担任の女性教師。気弱な性格で、重度のゲーム廃人。いつも泣きそうな姿をしてアリスから「メソウサ」ならぬ「メソマヨ」と愛称をつけられた。トレードマークのメガネを外すとかなりの美女なのだが、外すと生徒たちからブーイングを受けるため外せないでいる。
学校内でもゲームから離れられず、上司から叱られては泣きべそをかいているが、懲りるどころかますますゲーム廃人っぷりがエスカレートしていくため、教師としての自覚を問われている。そんな駄目人間っぷりを晒しているにも関わらず、生徒からは根強い人気があるため、教員の間では不思議がられている。偶然ニャーさんに話しかけたことがあるが、すげないニャーさんの切り返しにあい、即刻泣かされている。

### 白姫学園生徒
新堂（しんどう）
生徒会副会長と茶道部副部長を兼任する。2年1組所属。
アリスを気に入っており、地球の常識に疎いアリスに様々なことを吹きこんで楽しんでいる。また、アリスとは対照的に、真希奈に対してはとことん弄り倒す。
桃園 有美（ももぞの ありみ）
漫画研究部部長。3年3組所属。通称「りみさん」。先端のカールしたショートボブにメガネの似合う落ち着いた物腰の上級生。
漫研部長の肩書きに違わず、アニメ等について語らせたら止まらない。また重度のコスプレ好きであり、そのスジの生徒からの人気が非常に高い。ニャーさん捜索の過程で彼女の下を訪れた真希奈に、猫のコスプレを強制している。
栗林 アコ（くりばやし アコ）
新聞部部員。2年4組所属。真希奈のことを「マッキーナ」と呼んでいるが、真希奈は嫌がっている。
ジャーナリストのはしくれとしてそれなりの情報網を持っているが、性格が適当な部分と相まってその情報もわりと適当な部分が多い。部長の高木が発端でUNKNOWN事件に巻き込まれ、高木が消えたあとは後輩の白石まゆと2人で活動を継続している。
椎名 みく（しいな みく）
科学部部員。2年4組所属。自称科学者の卵で、アコとともに4組の日常パートではメインキャラ。
科学の申し子然とした考え方を持っており、UFOなどサイエンスミステリーな話題には破顔一笑する反面、魔法や忍法などの空想・非科学的事象に対してのアレルギーが半端ではない。
風祭 良子（かざまつり りょうこ）
美術部部員。2年4組所属。
進路に悩みを募らせており、進路相談での教師からの叱責にストレスが限界に達し、偶然身に着けていた夢幻の心臓がUNKNOWN・月を覚醒させてしまう。
自身が生み出したUNKNOWNによって、教師や上原を傷つけてしまったことを覚えていたが、上原の配慮によりその記憶を消されている。
白石 まゆ（しらいし まゆ）
新聞部部員。1年1組所属。適当な先輩・栗林アコと、趣味の偏った部長・高木に冷静で辛辣な口調で諫言を呈する。
近日オカルト研究会の発刊紙のほうが部数の伸びがよくなっていることにアコ共々イラつきを隠せないでいる。
武梨 愛（たけなし あい）
模型部部長。3年3組所属。通称「ラブ先輩」。模型部に似合わぬグラマラスな容姿と凛とした雰囲気の美女で、校内には教師から下級生まで幅広い彼女のファンがいる。
模型部の活動に便利なために常にエプロン姿なのが半ばトレードマークとなっている。相手に反論の余地と機会を与えない会話ペースから、真希奈は彼女に逆らうことが出来ない。
宮本 武蔵（みやもと むさし）
飼育委員。2年1組所属。同名の剣豪とは全く対照な肥満体の男子生徒で、煽り文は「日本一の名前負け」。
激太りしたアスカとは互いにシンパシーを覚えて以降仲良くなっており、飼育委員の活動の傍らだべっている。
八神 久遠（やがみ くおん）
八神アスカの姉。八神家最強の能力者だったが、突如行方不明となる。現在は大人気アイドルとして芸能活動を行っている。
アスカをはじめとする八神一族の中では行方不明になっていると思われていたが、それは久遠が自ら情報を操作しており、芸能活動していることを厳格な身内に悟られないようにするためのフェイクだった。クラスメイトや学園の生徒達も、アスカに対しては久遠がアイドルであることを単に隠していただけであったことが判明し、それまで久遠を追って孤軍奮闘してきたアスカを大いに絶望させた。
山田 タイ子（やまだ タイこ）
1年4組所属。前髪を短めに切りそろえ、黒縁メガネをかけた傍目には大人しい雰囲気の下級生。物腰こそ柔らかいが、かなりの毒舌家で歯に衣着せることが全くなく、上級生であろうと辛辣な罵倒を容赦なく浴びせる。「髪の毛が変な色の人に悪い人はいない」という信条を持っており、アスカからは強く共感されている。
アスカと同時期に海外から転校してきており、同じ飼育委員の先輩にあたる上原や武蔵、また飼育委員と仲の良いアスカともよく接している。
「教授」の依頼により、「夢幻の心臓」の回収を目的に暗躍しており、UNKNOWN事件にまつわる真希奈やアリスの動きを一定距離を置いて見守っている。アスカが落とした財布を拾い彼の元に届けたために、アスカを狙っていたUNKNOWN・傲慢と化した学園のアイドルに襲われた際には、返り討ちにしているほか、御影舞の異質性を見抜いていることを言動に臭わせるなど、ただの転校生ではないことが見て取れる。
上原 蓮（うえはら れん）
声 - 平川大輔
2年4組所属。両肩まである長髪の男子生徒。苗字つながりでガリ勉といじられ、同じく似たようなメガネを着用しているが、関連性は不明。
その正体は魔法少女を狩る存在である「魔法使い」。能力発動時にはつば広の帽子と仮面を装着した姿に変わる。UNKNOWN事件に関しては傍観のスタンスをとっており、あくまで魔法少女の抹殺を第一として動いている。UNKNOWN・月に襲撃された際には力を使い撃退しているが、本人曰く「文系」で、強力な攻撃魔法は使えないため、アスカからはポンコツ呼ばわりされている。魔法少女の行方を探索する中で接触することとなったアリスやタイ子からは、本人はいたって普通に会話しただけのつもりでも「キモイ」、「殺す」等の罵倒を浴びせられ嫌われている。
居眠りをしていたアスカの夢を通じて探りを入れていたが、直接の利害関係には無いことから互いにつるむ様になる。共に行動する中で出会った魔法少女ミライの姿に心打たれ、それまでの認識や行動スタンスも軟化し、ミライを応援したり、サイクロプス姿の魔法少女ミコトと共に真希奈の再覚醒を見届けている。
神代 仁（かみしろ じん）
3年1組所属。放課後の図書館で悩んでいる生徒へ「夢幻の心臓」をばらまき、UNKNOWN事件を裏で操っている。
魔法少女マキナとアリスの戦闘により自分の住む街が失われてしまった憎悪から、「夢幻の心臓」を利用してカオティックに対抗しうる戦闘集団メサイアを創り上げるために行動している。
UNKNOWN・審判を発現させた霧島ルイに襲われ自身も怪我を負うが、同じく入院していた真希奈とアリス達をメサイアへ勧誘しようと接触する。アリス自らのカミングアウトと、アリスが霧島を瞬殺したことを知り、アリスがカオティックであることを確信するとメサイアを率い蜂起し、その初陣として真希奈をカオティックの協力者と見なし挑みかかる。
UNKNOWN・正義を生み出すために、正義に対する悪役としてUNKNOWNを仕立てあげるという、いわば正義のマッチポンプを演出していた自身のやり方も、決して正義と呼べるものではないことを自覚しており、真希奈に敗北した後は夢幻の心臓の反作用により入院した被害者たちの世話をしている。

### 魔法少女関連
ぱにぽにの登場人物、新感覚癒し系魔法少女ベホイミちゃんの登場人物も参照のこと。
ニャーさん
声 - 久野美咲
喋る猫として白姫学園周辺で噂になっていた黒猫。その正体は『新感覚癒し系魔法少女ベホイミちゃん』にも登場したマーメイドプリンセスが、普通の猫と共生関係を結んだ姿である。なお、嗅覚の優れた生き物と共生しているつもりで猫と一体となっていたが、それは犬のことであるとアリスに指摘されるまで勘違いをしていた。本人は「プリンセス」と名乗ったものの、アリス達からは初対面からずっと「ニャーさん」と呼ばれている。
UNKNOWNとの戦闘を目にしたことから真希奈達と接触し、UNKNOWNについての情報を提供する代わりに“次の”魔法少女を探している、と真希奈達に助力を求める。
UNKNOWNとの戦いぶりから、アリスが味方である魔法少女だ、と踏んでいたが、実際はアリスこそが敵である侵略者であり、それなのに何故か味方側についているというカオスな状況を嘆いている。
初音 こころ（はつね こころ）
アリスが街を散策している途中で出会った女の子。小学5年生。
エイトに追いかけまわされているところをアリスに助けられる。自分が力を失った魔法少女であることをほのめかし、自身の現在の無力さを憂いているが、それを察したアリスなりのゆるい励ましを受けて元気を取り戻し、アリスに“次の”魔法少女の存在と、その手強さに注意するよう告げている。
初音 みこと（はつね みこと）/魔法少女ミコト
桃月学園2年B組の女子生徒で、生徒会会計を務めている。特別編『AQ×AK』では彼女の学園生活が描かれている。
「水」の魔法少女であり、UNKNOWN・正義との交戦中に、遅れて駆けつけてきた真希奈と口論になりそのまま衝突する。槍を主体とした近接格闘を主戦法とする。水をかぶることによりスピード・パワー等の戦闘能力が向上するほか、水の形状を操り相手の足を絡め取る等の奇襲戦法が可能となる。魔法少女でありながら、一般の人々から見れば侵略者やUNKNOWNといった化物と対等に渡りあっている時点で、自分もそれら「化物」となんら変わらないという事実を皮肉り、一つ目のデザインがされた眼帯で両目を覆い自らを「サイクロプス」と名乗り、一般的な「魔法少女」のイメージである“可愛らしさ”、“爽やかさ”等とはかけ離れた姿でUNKNOWNと戦闘を繰り広げている。魔法少女に起こる、何らかの「侵食」がかなり進んでいる。
普段はフレームレスのメガネをかけ、後ろ髪を三つ編み巻きでまとめたサンダル姿（生徒会室では裸足で職務にあたっている）。理知的かつ非常にドライな物言いが特徴の美女。胸の大きさにかなりのコンプレックスを抱いており、巨乳である真希奈や奈々には嫉妬にまみれた皮肉やセクハラ、罵倒を容赦なくぶつけまくっている。
互いの情報を交換するため普段の真希奈と接触するが、UNKNOWNとの戦いの責任を真希奈側に押しつける、真希奈の胸の発育具合にケンカを売るなど、対面では友好的とは言い難い雰囲気となるものの、その後に訪れた喫茶エトワールでは、店長に真希奈のことを「行き別れの姉妹」、「会ったことのない幼馴染」と表現しており、それ以来会う度に悪態を吐きつつもなんだかんだとつるんでおり、悪友のような関係性を築いている。
魔法少女ミライ
「火」の魔法少女。最近は専ら行方不明と噂されていたが、UNKNOWN・力と遭遇し狼狽するアスカと蓮の前に現れる。
力を制御し切れておらず、反動でボロボロになりながらもなお戦おうとする健気な姿と、純粋無垢な行動原理は、本来ならば敵対する存在である上原の考え方をも変えさせている。
司る力が「火」であること、変身時のコスチュームなど、新感覚癒し系魔法少女ベホイミちゃんに登場した魔法少女との共通点がみられるが、先述の力の制御やベホイミのものらしきマフラーを巻いている等の相違点がみられるほか、時系列関係についても明示はされていない。

### UNKNOWN・侵略者（カオティック）関連

#### UNKNOWN
憤怒&強欲（第4話）
頭が空っぽで欲求に忠実なバカ女といつもなにかに怒っているバカヤンキーのコンビがUNKNOWN化した姿。憤怒は強さへの欲求の強さから、より攻撃的な姿になった。憤怒は真希奈に斬り伏せられ、強欲はアリスの謎の巨大バズーカを喰らって消滅している。
傲慢（第5話、第24話）
人間関係も恋愛関係も全てがヒエラルキー優先、全てが自分の思い通りにならないと気が済まない学園のアイドル（名前は不明）がUNKNOWN化した姿。アスカを狙っていたが、思惑を邪魔する形となったタイ子の行動に憎悪し襲撃するが、返り討ちにあう。
愚者（第8話）
新聞部の記事が発端に存在が確認されるが、正体は白姫学園3年・新聞部部長の高木。巷で噂になっていた魔法少女に会いたいという願望から、凶悪な侵略者の姿形をイメージしたUNKNOWNへと化し自作自演の報道をしていた。もっとも、攻撃は演出程度の威力だったため、真希奈に倒される。
色欲（第13話）
運動部の更衣室を覗いていたUNKNOWN。「性欲」→「種馬」という連想から、覗き魔が馬の姿形そのままにUNKNOWN化したものと考えられる。真希奈のお色気コスプレには微塵も反応を見せず、毒ニンジンに喰いつきあっけなく捕獲される。
正義（第19話他）
一般人の蛮勇・間違った正義感がUNKNOWN化した姿。19話では戦隊モノ然としたUNKNOWNが5名で登場をはじめ、各話で猛威を振るうが、その裏にはUNKNOWN・正義となった者をメサイアに加えるとともに、他のUNKNOWNと戦闘させることにより、戦力を育成するという神代の思惑が動いている。
メサイア（第45話）
神代仁が「正義」と化した者を精鋭とし、カオティックと戦うために創り上げた軍勢。
嫌悪を行動原理とする<PARENTS>、上位集団を統率し数の暴力を行使する<QUEEN BEE>、メサイアの具現ともいえる<MAGICAL GIRL>と、切り裂きJKとしての真希奈とシャドウを追い詰めるが、魔法少女として再覚醒した真希奈の前に、敢無く全滅する。
AGE-1（第1話）
アスカの転校初日に、真希奈とアリスが遭遇。二人とっては初戦闘だったが、あっけなく倒される。正体は3年の先輩で、受験のストレスでとにかく暴れたかった願望がUNKNOWN化した。
猫大好き（第6話）
猫が好きで好きでたまらない欲望がUNKNOWN化した。マタタビの煙草をくわえている。アスカが単独行動中に遭遇したが、かろうじて撃退に成功している。
戦車（第15話、第21話）
第21話で出現した個体の正体は1年4組の金子雅人。幼なじみで不登校の本城有栖を救いたい、苦しみから守りたいという願いがUNKNOWN化したが、既にUNKNOWNと化していた本城有栖に拒絶され体を貫かれる。
世界（第21話）
正体は1年4組の不登校の本城有栖。周囲の世界を全て嫌悪し、自分の世界だけに固執する願いがUNKNOWN化したが、偶然通りかかったアリスにより瞬殺される。
モンスターペアレント（第21話）
正体は本城有栖の母。娘同様、アリスにより瞬殺される。
月（第30話）
風祭良子のストレスにより発現したUNKNOWN化。魔法少女の噂に、もしいるのならば守ってほしい、との願望が反映されたのか、魔法少女のような姿をとっていたが、巻き込まれた上原により撃退される。
力（第6話）
アスカと上原、及び魔法少女ミライが交戦したUNKNOWN。魔法少女の噂がささやかれる渦中に出現したため一応魔法少女型UNKNOWNと呼んでいるが、その姿はヴァイキングに近い。発見時は1体だったのが、遭遇時には3体に増えており、巨体に相応しいパワーで暴れまわるが、最終的には魔法少女ミライにより撃退される。
審判（第40話）
正体は1年4組の霧島ルイ。つまらない日常を壊したいという欲望と人の本質を悪と言い切る歪んだ信念が、UNKNOWNを強大化させ「悪の卵」と称するレベルに至る。UNKNOWNや夢幻の心臓本体を爆発させる能力を持っており、白姫エリア各所で被害を引き起こしたため、夢幻の心臓を所持していた者たちが一斉に石を捨てはじめ、結果的にUNKNOWN騒動は終息に向かうことになる。神代や真希奈らにも危害を加えるが、アリスの前には全く歯が立たず蹂躙され倒される。

#### 侵略者（カオティック）・モンスター（魔獣）・UMA
異界とのゲートを通じてやってきた地球外生命体。多種多様な生物が真希奈達の前に立ちはだかる。
ロッパー
モスマン
メガフライングキラー
スライモ
宇宙怪獣ドロウル
スケルトン
ゾンビ
ヘルバウンド
シャドウ
寄生し、宿主の情報をコピーする地球外生命体。真希奈が魔獣との戦闘中に返り血を浴びた際に寄生し、その後真希奈の行動パターンと、独自の自我を持った状態へと成長する。「切り裂きJK」として、夜な夜な器物破損やカップルへの嫌がらせを繰り返し、オリジナルである真希奈を凌ぐ戦闘能力で真希奈を追い詰める。
メサイアとの決戦時に真希奈の加勢に現れ、<QUEEN BEE>を破り、<MAGICAL GIRL>と死闘を繰り広げ、真希奈の覚醒までの時間を稼いでいる。
御影 舞（みかげ まい）/吸血鬼（ヴァンパイア）
生と引き換えに闇の力を手に入れた存在。常に自らを高め、血を求めて徘徊する。
2年1組に転校してきた御影舞は、転入早々に周囲を虜にしており、黒髪美女の出現にアスカや武蔵は大いにテンションが上がっている。
吸血活動を開始する前に立ちはだかろうとしたアスカを苦も無くあしらう力を持つが、アスカと上原から白姫エリアでの行動は彼女自身のためにも（特に白姫学園には、情け容赦のない真希奈がいることもあり）自制するよう諭されている。

### その他の登場人物
エイト
象の頭をした宇宙人。『新感覚癒し系魔法少女ベホイミちゃん』にも登場している。
その頭部とパンツ一丁で汗まみれの姿はどう見ても変態であり、変態と言われると「変態じゃない!! ロリコンだ!!」と反論する。
本作ではこころが何者かに狙われていることを知らせるためにこころに接触してきたが、心身共に変態であるため、やはり嫌がられており、周辺住民からも警戒されている。
背中に「VIII」の刻印がなされたファスナーが付いているため、彼もカオティックソルジャーである可能性が示唆されている。
御神楽 奈々（みかぐら なな）
桃月学園2年D組の女子生徒。生徒会長を務めるとともに、学園のアイドル的存在でもある。特別編『AQ×AK』にて登場。
豊満なスタイルと童顔で2年連続ミス桃月の座を獲得しており、話の流れでうっかり出馬した生徒会選挙でもそのアイドル性により圧倒的得票で生徒会長に当選するが、無邪気・天然・お馬鹿・無防備と、生徒会長という役職には全く不向きな性格のため、会計のみことをはじめとした他の役員や、風紀委員の朝比奈英里子らがフォローに奔走し、かろうじて生徒会執行部の体裁が整えられているのが実情となっている。みことからは常にその豊かな胸をいじられまくっているが、様々なトラブルに巻き込まれる度に魔法少女となったみことに助けられており、彼女にいつか報いることを約束している。
鞄に「VII」の刻印がなされたファスナーが付いており、彼女もカオティックソルジャーである可能性が示唆されている。

## ドラマCD
2014年7月25日、第4巻と同時にドラマCDがツクルノモリから発売された。キャストは上記のとおり。氷川による書き下ろし漫画や、クリスタルな洋介、とよ田みのるらによる応援イラストが収録されている。全国のとらのあな各店舗及び通信販売でのみ入手可能。
- 脚本:髙橋龍也、水無月徹
- 音響製作:HOBiRECORDS
- 主題歌:「さかさ時計」（歌:marble）

## 書誌情報
- 氷川へきる 『キャンディポップナイトメア』スクウェア・エニックス〈ビッグガンガンコミックススーパー〉、全7巻
  1. 2012年11月24日発売 ISBN 978-4-7575-3803-0
  2. 2013年5月25日発売 ISBN 978-4-7575-3973-0
  3. 2013年10月25日発売 ISBN 978-4-7575-4102-3
  4. 2014年7月25日発売 ISBN 978-4-7575-4368-3
  5. 2015年4月25日発売 ISBN 978-4-7575-4627-1
  6. 2015年12月25日発売 ISBN 978-4-7575-4846-6
  7. 2016年10月25日発売 ISBN 978-4-7575-5139-8